# Kerim Frei
Kerim Frei (født 19. november, 1993 i Feldkirch, Østrig) er en østrigsk/tyrkisk fodboldspiller, som i øjeblikket spiller for İstanbul Başakşehir. Frei er søn af en tyrkisk far og en marokkansk mor, men blev født i Østrig og opvoksede i Schweiz. Den unge midtbanespiller valgte i landsholdssammenhæng at repræsentere Tyrkiet i juni 2012.

## Fulham
Frei fik sin debut for Fulham den 7. juli, 2011, i en Europa League kvalifikationskamp mod færøske NSÍ Runavík, hvor han indtrådte i kampen i det 72. minut i stedet for Jonathan Greening. I anden kvalifikationsrunde den 14. juli startede han på banen mod nordirske Crusaders, hvor han imponerede Fulhams fans samt modtog et gult kort. Frei fik sin Premier League-debut den 10. december, 2011, da han afløste Moussa Dembélé i et 0-2 nederlag til Swansea på Liberty Stadium. I kampen lykkedes det Frei at tilkæmpe sig et straffespark kort efter sin introduktion, som dog blev brændt af amerikanske Clint Dempsey. Frei fik sin første start mod Chelsea på Boxing Day den 26. december samme år.